# هارولد اندروز
هارولد اندروز (بالإنجليزية: Harold Andrews)‏ (8 يونيو 1897 في المملكة المتحدة - 20 مايو 1984 في المملكة المتحدة) هو لاعب كرة قدم بريطاني (وحمل سابقاً جنسية المملكة المتحدة لبريطانيا العظمى وأيرلندا) في مركز مهاجم داخلي. لعب مع نادي بوري ونادي توركي يونايتد ونادي لوتون تاون ونادي تشورلي ونادي نيلسون وMerthyr Town F.C. ‏ ونادي باث سيتي ونادي إكزتر سيتي وTunbridge Wells F.C. ‏ وRushden Town F.C. ‏.